# ترافيس مورين
ترافيس مورين (بالإنجليزية: Travis Morin)‏ هو لاعب هوكي الجليد أمريكي، ولد في 9 يناير 1984 في بروكلن بارك في الولايات المتحدة.

## وصلات خارجية
- ترافيس مورين على موقع دوري الهوكي الوطني (الإنجليزية)
- ترافيس مورين على موقع EliteProspects.com (الإنجليزية)
- ترافيس مورين على موقع HockeyDB.com (الإنجليزية)
- ترافيس مورين على موقع Hockey-Reference.com (الإنجليزية)